# District de Huairou
Le district de Huairou (怀柔区 ; pinyin : Huáiróu Qū) est une subdivision du nord de la municipalité de Pékin en Chine.

## Démographie
La population du district était de 265 215 habitants en 1999.